# Tordouet
Tordouet település Franciaországban, Calvados megyében. Lakosainak száma 271 fő (2018. január 1.). Tordouet Cernay, La Chapelle-Yvon, Fervaques, Saint-Cyr-du-Ronceray, Saint-Martin-de-Bienfaite-la-Cressonnière, Saint-Pierre-de-Mailloc és Valorbiquet községekkel határos.

## Népesség
A település népessége az elmúlt években az alábbi módon változott:
| Lakosok száma | 280  | 273  | 271  | 256  | 293  | 280  | 271  | 272  | 271  | 271  |
|               | 1962 | 1968 | 1982 | 1990 | 1999 | 2008 | 2011 | 2013 | 2017 | 2018 |